# Antonio Greco (attore)
Antonio Greco (Torino, 6 giugno 1884 – Torino, 7 dicembre 1913) è stato un attore italiano.

## Biografia
Antonio Greco, attore teatrale e cinematografico, iniziò presto la propria attività sulle scene specializzandosi in ruoli di attor giovane brillante. Fu attivo in varie Compagnie, tra le quali quella di Dina Galli. Insieme alla moglie Paola Pezzaglia recitò nella Compagnia Zannini Greco, in cui aveva il nome in ditta. Tra i lavori messi in scena, sempre con ottimi risultati, si segnalano alcune opere dannunziane, La figlia di Iorio e La fiaccola sotto il moggio fra tutte. Nella stagione 1911/12 fu chiamato, con la consorte, a far parte della prestigiosa Compagnia di Ermete Zacconi, toccando l'apice della propria carriera. Nel 1913, con la Compagnia Renzi-Gabrielli, si esibì anche in Argentina, al Teatro Marconi di Buenos Aires. Ma per dissapori col Capocomico Serafino Renzi in seguito all'assunzione di un altro attore dalle sue stesse caratteristiche, lasciò la Compagnia e si imbarcò per l'Italia. Nello stesso anno durante una tournée teatrale nel sud insieme alla moglie, già minato da una malattia inesorabile, fu costretto a tornare a Torino dove, dopo aver girato almeno due film, tra cui lo storico La vampira indiana, considerato il proto Spaghetti Western, morì a soli 29 anni.
La maggiore fonte d'informazioni su Antonio Greco è costituita dall'Archivio Pezzaglia-Greco, curato dal nipote Gianni Greco, che nel 2013 è stato dichiarato "Archivio di interesse storico particolarmente importante" dal Ministero dei Beni e delle Attività Culturali.
Nel 2016 esce sotto forma di eBook una sua biografia firmata da Gianni Greco, Antonio che asfaltò Renzi, Edida, Madrid, in parte ripresa da Paola Biribanti nel libro Il caso Filiberto Mateldi, Graphe.it, Perugia, 2021.
Nel 2023 compare nel romanzo Su il sipario si muore - Gli strabilianti casi di Paolina Ventiquattrore, investigattirce, di Gianni Greco, edito da Scatole Parlanti, Viterbo. Nel 2024, dello stesso autore e per la stessa casa editrice esce Giù nel profondo buio - Gli strabilianti casi di Paolina Ventiquattrore, investigattrice.

## Filmografia conosciuta
(Il regista Roberto Roberti nel 1913 diresse ben 11 film, tutti con gli stessi attori. In due soli di questi appare Antonio Greco, accreditato come Signor Greco. Degli altri film si hanno meno notizie sul cast, ma è possibile che Greco abbia preso parte a più dei due titoli qui riportati).
- La torre dell'espiazione, regia di Roberto Roberti, 1913.
- La vampira indiana, regia di Roberto Roberti, 1913.